# Santuario Heian
El Santuario Heian (平安神宮 Heian-Jingū?) es un Santuario shinto situado en la ciudad de Kioto, Japón. El Torii antes de la entrada principal es uno de los más grandes en Japón, y el edificio principal (社殿, shaden) fue diseñado para imitar el Palacio Imperial de Kioto.

## Historia
El Heian Jingu fue construido en 1895 con motivo del 1100.º aniversario de la fundación de Heian-kyō (el antiguo nombre de Kioto). El santuario está dedicado a los emperadores Kanmu y Kōmei; El primero fue el fundador y el que trasladó la capital nipona a Heian-kyō, y el segundo fue el último emperador en residir en Kioto, antes del emperador Meiji (que trasladó la capital a Tokio en 1868). La cronología de su construcción fue:
- 1893: En el 3.er día del 9.º mes del 26.º Año Meiji, comienzo de la construcción.[3]
- 1895: En el 15.º día del 3.er mes del 28.º Año Meiji el edificio es completado y tiene lugar la consagración del nuevo edificio por un sacerdote seleccionado especialmente.[4]

Entre 1871 y 1946, el Santuario fue designado oficialmente como uno de los Kanpei-taisha (官幣大社?), lo que significó que quedaba bajo apoyo y protección del gobierno nipón. En 1976 el santuario se incendió y los 9 edificios que lo componen, incluyendo el honden o santuario principal, se quemaron. Tres años más tarde, los edificios que se habían destruido durante el incendio fueron reconstruidos con el dinero procedente de una colecta ciudadana.

## Festivales

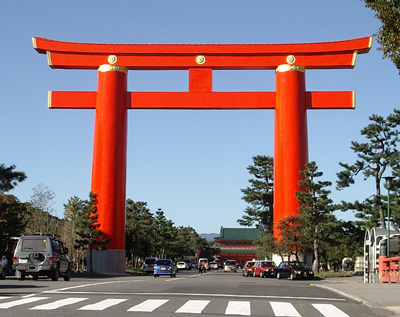
Torii gigante ubicado en la entrada del Santuario.

A finales del mes de enero de cada año, el Santuario Heian acoge la celebración festival en conmemoración por la memoria del Emperador Komei, mientras a comienzos de abril se celebra un festival en honor del Emperador Kanmu. Por otro lado, un tercer festival tiene lugar con la celebración del Jidai Matsuri, uno de los tres festivales más importantes de Kioto. La procesión que se celebra durante este festival se inicia en el antiguo palacio imperial, e incluye la realización del mikoshi (altares portátiles) a los emperadores Kanmu y Kōmei en el Santuario propiamente dicho.